# Consuelo Abad
Consuelo Abad (Madrid, 23 de junio de 1882 - Buenos Aires, 1945) fue una actriz secundaria española radicada en Argentina. Inició su carrera artística en su país natal y luego de llegar a Argentina como exiliada en tiempos de la Guerra Civil Española, hizo algunos trabajos cinematográficos, siendo el más recordado el de la falsa abuela de Niní Marshall en La mentirosa.

## Carrera
Primera actriz de carácter integró en 1917 la Compañía encabezada por Francisco Ares en el Teatro Municipal. En 1926 trabajó bajo la Compañía Nacional de Camila Quiroga, y en 1931 forma parte de la Gran Compañía de Teatro Universal dirigido por Francisco José Bolla, junto con Ilde Pirovano, Luisa Vehil y Paquita Vehil, Homero Cárpena, Orestes Caviglia, Santiago Gómez Cou, Mario Soficci, Juan Vehil y Francisco Petrone. 
Junto a su esposo presentó decenas de obras cómicas españolas.  Luego de la muerte de Paco, siendo muy joven, se incorporó definitivamente al teatro nacional trabajando muchas temporadas al lado de Paulina Singerman.
En 1934 actuó en el radioteatro El mucamo olvidadizo, junto a Sebastián Chiola, emitido por Radio Sténtor.
Fue autora de la adaptación del drama bíblico El rey de Judea junto a Enrique Bayarri en 1947.
También hizo carrera en Lima, Perú, donde fue aplaudida por su talento y esmero en su vocación.

## Vida privada
Estuvo casada hasta la muerte de este con el actor cómico español Francisco "Paco" Ares, con quien hizo una vasta trayectoria teatral. Sus hermanas Josefa Abad y Julia Abad también hicieron carrera como actrices.

## Fallecimiento
La actriz española Consuelo Abad murió repentinamente en 1945. Se encontraba representando una comedia como primera actriz de carácter de la Compañía de Paulina Singerman, cuando comenzó a sentirse mal y se desplomó sobre el escenario en plena actuación. Murió de muerte súbita según el parte médico producto de un paro cardiorrespiratorio. Abad tenía 63 años.

## Filmografía
- La novela de un joven pobre (1942)
- La mentirosa (1942)
- La hora de las sorpresas (1941)

## Teatro
- 1910: Amores y amoríos, estrenada en el Teatro Colón.
- 1916: El tablado de los miserables.
- 1919: La malquerida, de Jacinto Benavente.
- 1924: El castigo de amar, comedia de tres actos, con la Compañía de Camila Quiroga.
- 1926: La novia de los forasteros.
- 1935: Amor, junto con Paulina Singerman.
- 1936: El santo.
- 1939: Mujeres.
- 1945: Una candida paloma.
- 1945: Don Fernández, comedia en tres actos, encarnando el personaje de Doña Paz.